# Kerivoula muscina
Kerivoula muscina — вид рукокрилих родини Лиликові (Vespertilionidae).

## Поширення
Країни поширення: Папуа Нова Гвінея. Висота мешкання: від рівня моря до 1600 м над рівнем моря, але, ймовірно, це переважно вид низовини. Він знайдений в первинних вологих тропічних лісах і порушених місцепроживаннях. Тварини сплять у порожнистих кінцівках дерев як одинаками так і невеликими групами. Полюють на комах на низькому рівні в лісі. 

## Загрози та охорона
Загрози для цього виду не відомі, але руйнування середовища проживання імовірно є загрозою. Вид був записаний у Національному Парку Варірата.